# Tentudía
Tentudía – comarca w Hiszpanii, w Estremadurze. Okręg znajduje się w  prowincji Badajoz, mieszka w nim 21 792 obywateli. Stolicą comarki jest Fuente de Cantos. Powierzchnia wynosi 1287 km².

## Gminy
Comarca dzieli się na 9 gmin i 2 podmioty w ramach gmin:
- Bienvenida
- Bodonal de la Sierra
- Cabeza la Vaca
- Calera de León
- Fuente de Cantos
- Fuentes de León
- Monesterio
- Montemolín
  - Pallares
  - Santa María de Nava
- Segura de León